# Academia Rusa

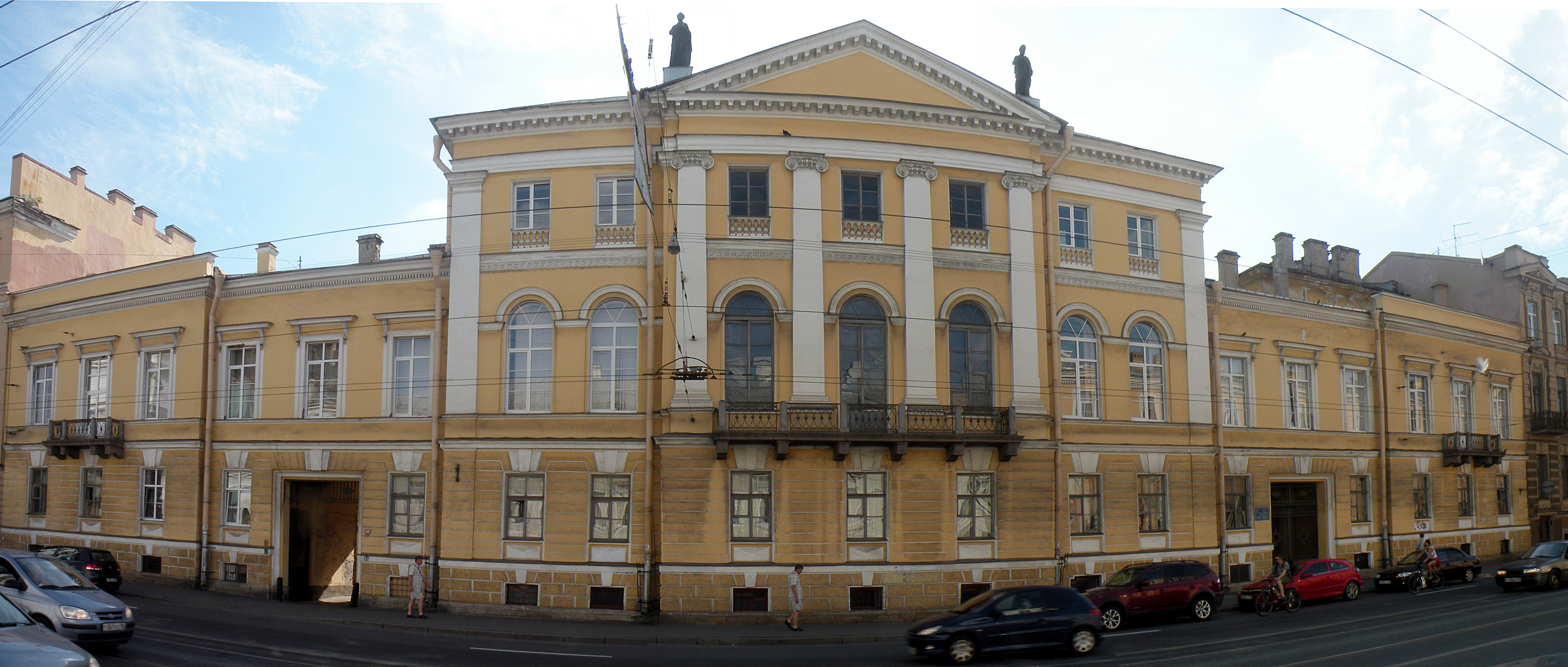
Desde 1993, la Academia Católica Romana se encuentra en el antiguo edificio de la Academia Rusa.

Academia Rusa (en ruso: Академия Российская, Императорская Российская академия) creada por Catalina II de Rusia y Catalina Dáshkova sobre el modelo de la Academia francesa en 1783, el centro para el estudio de la lengua y literatura rusas en San Petersburgo. El principal resultado de la actividad de este producto de la Ilustración rusa fue la publicación del Diccionario Académico Ruso.
Después de la muerte de Alejandro Shishkov, se unió a la Academia de Ciencias de Rusia.